# Soňa Norisová
Soňa Norisová (ur. 27 sierpnia 1973 w Malackach) – słowacka aktorka i piosenkarka. W 2014 r. uzyskała nominację do nagrody dla najlepszej aktorki (Slnko v sieti) za rolę w filmie „W cieniu” (2012). Jej młodsza siostra – Zuzana Norisová – również jest aktorką. Razem zagrały w filmie Rebelové (2001).

## Filmografia
- Rebelové (2001)
- Václav (2007)
- Mesto tieňov (serial telewizyjny, 2008)
- Ve stínu (2012)